# Křenovičky
Křenovičky je malá vesnice, část obce Heřmaničky v okrese Benešov. Nachází se asi 4,5 km na severozápad od Heřmaniček. V roce 2009 zde bylo evidováno 14 adres.
Křenovičky leží v katastrálním území Velké Heřmanice o výměře 5,9 km².

## Historie
První písemná zmínka o vesnici pochází z roku 1386.

## Galerie

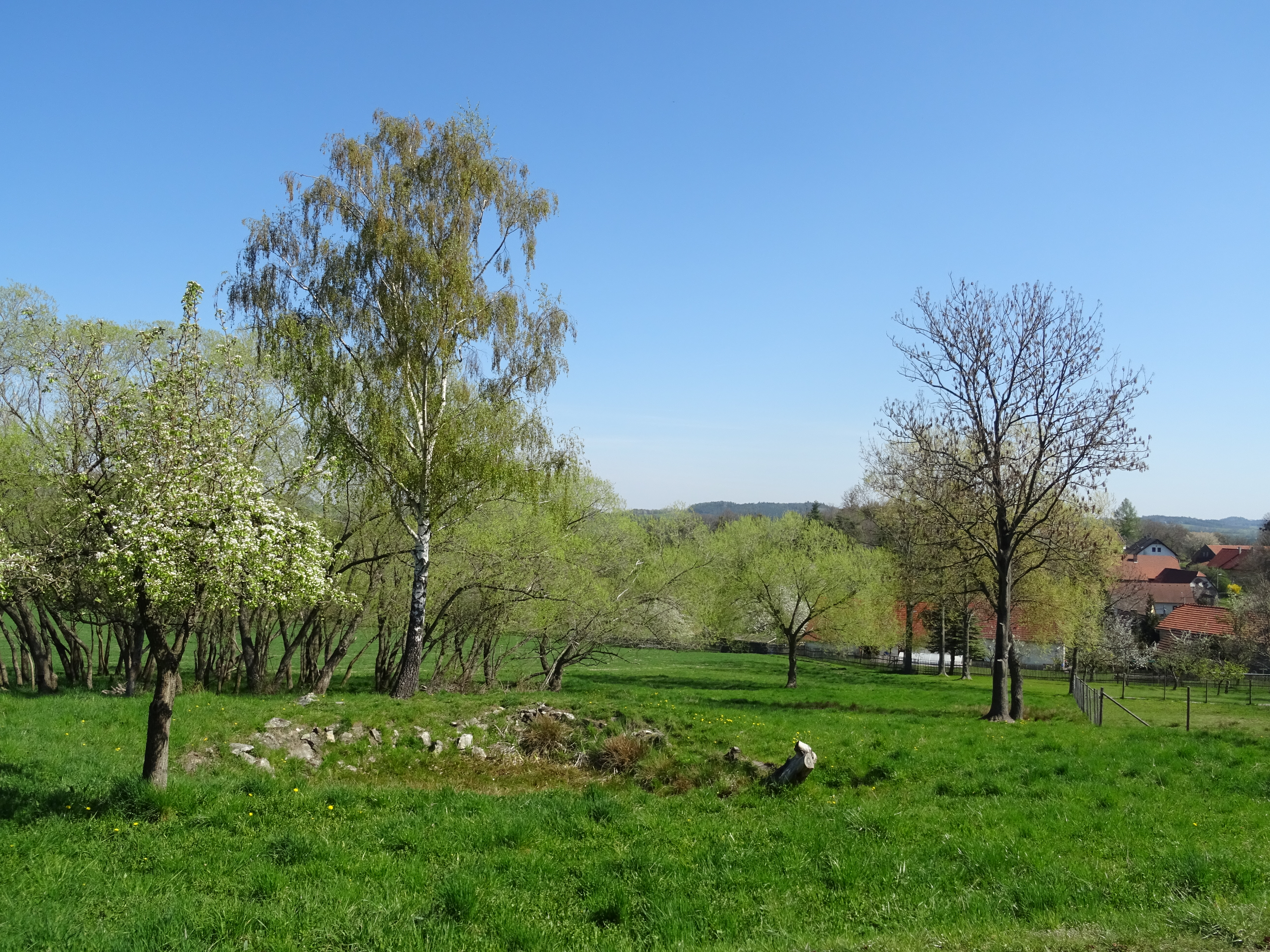
Zahrada
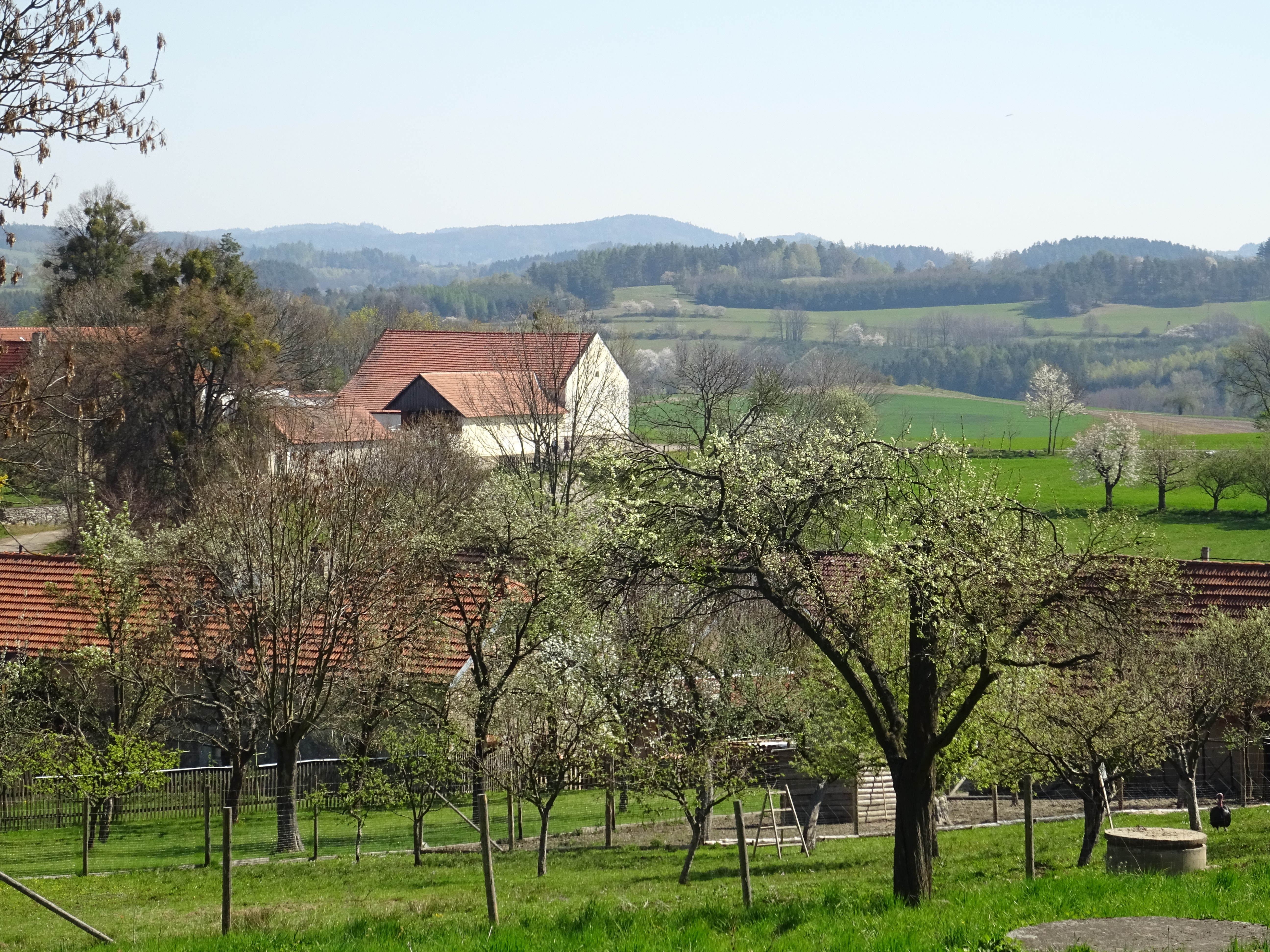
Střechy domů
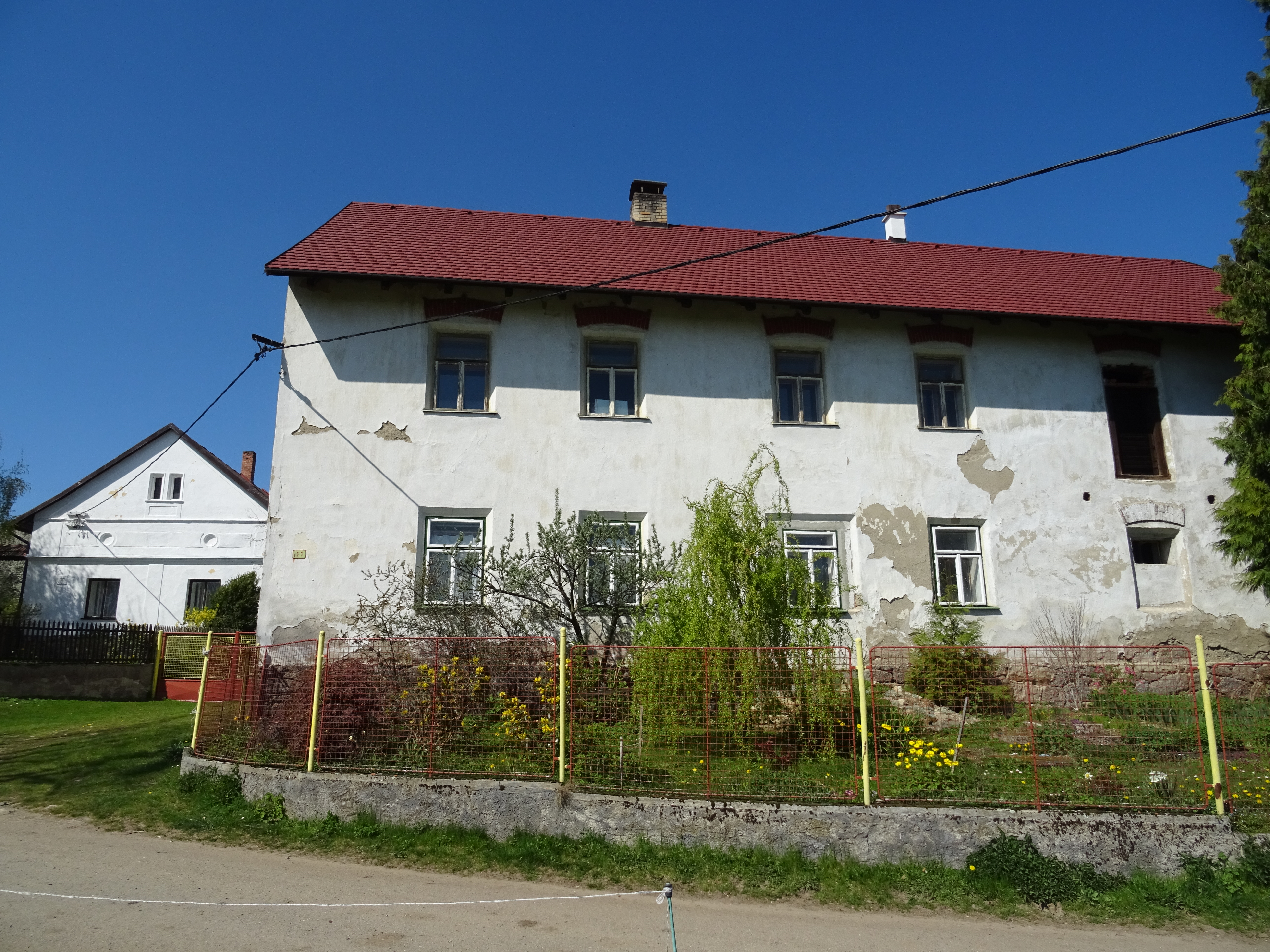
Dům
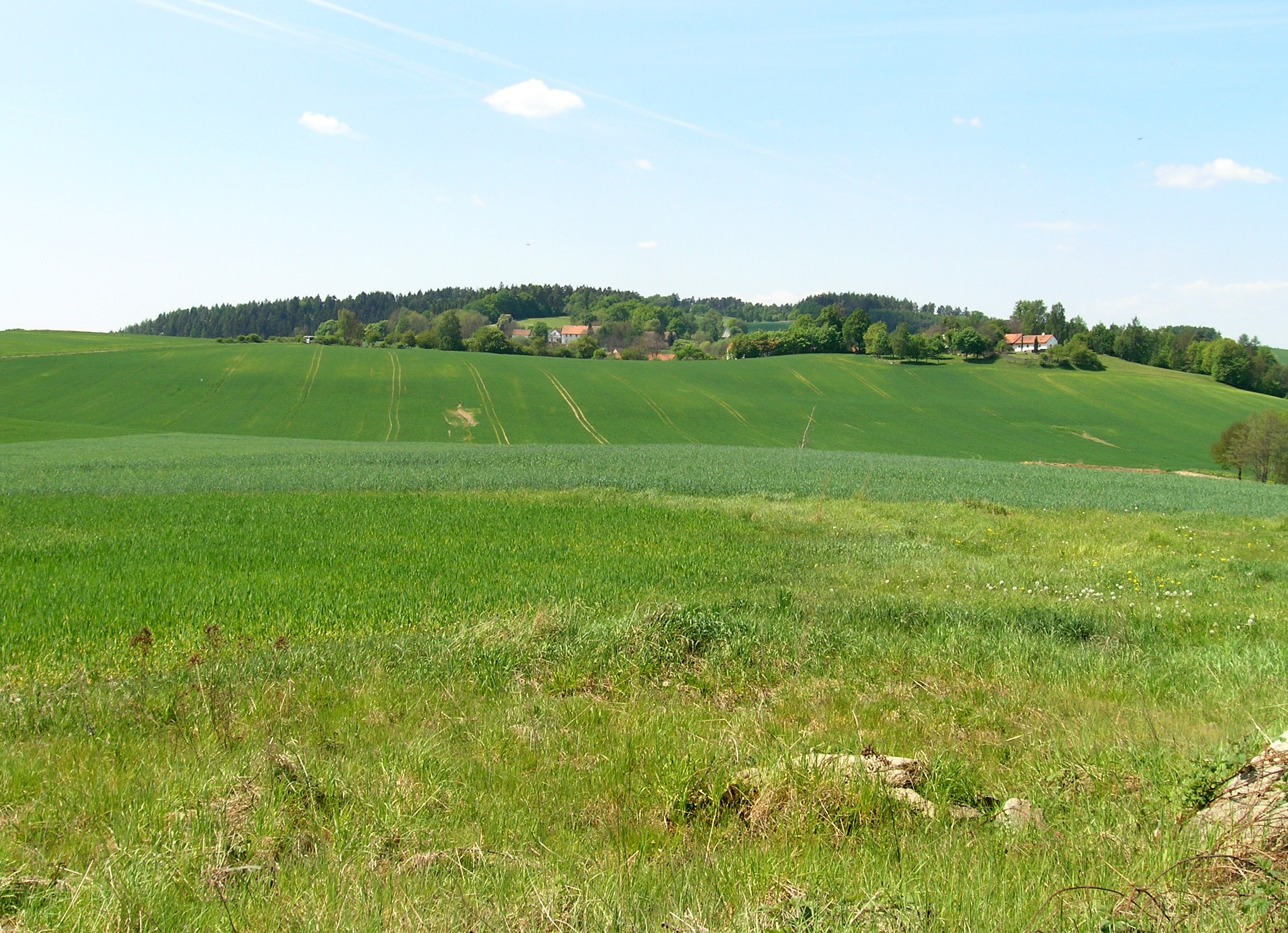
Okolní krajina